# Jack Conway

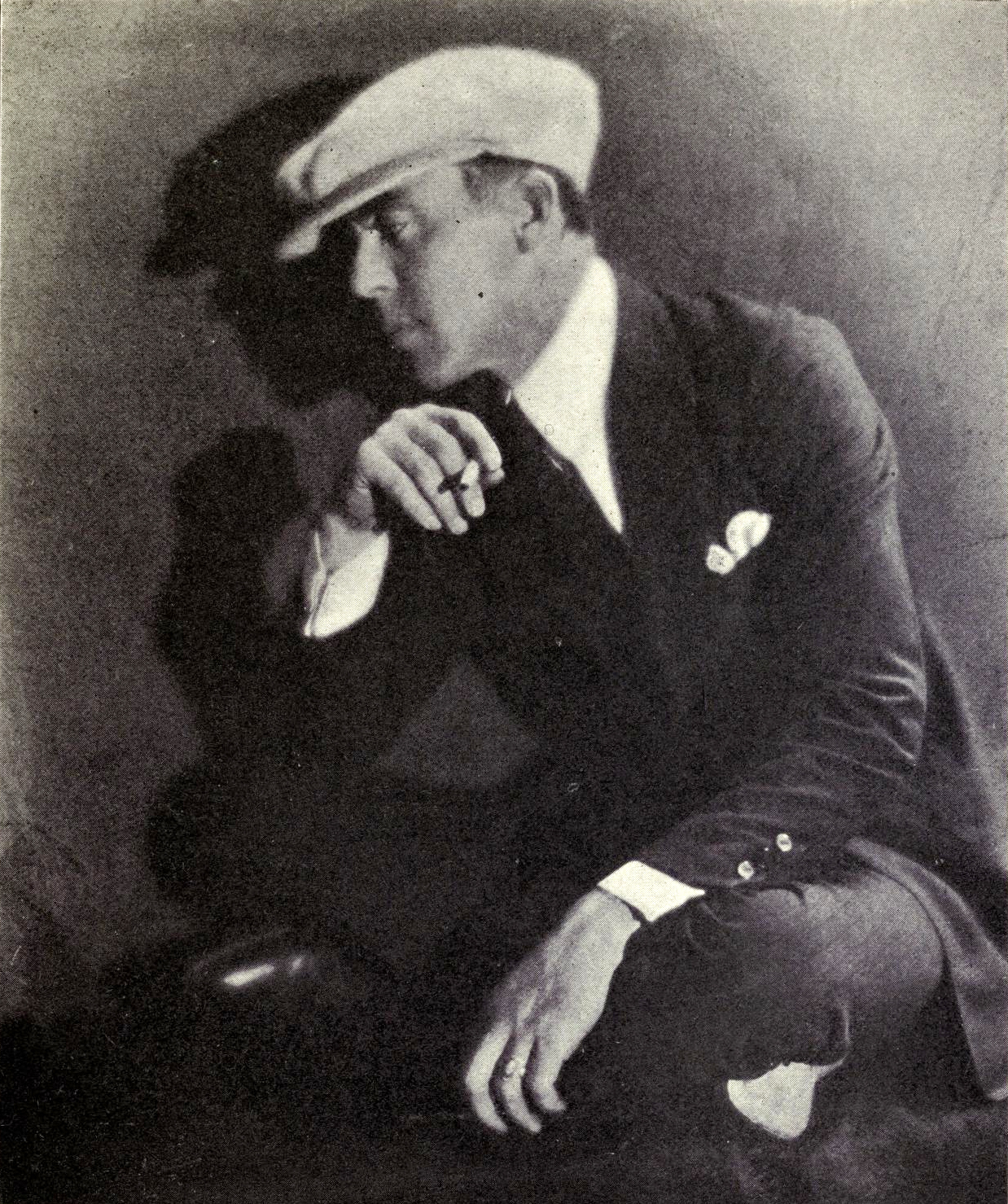
Jack Conway (1921)

Jack Conway (* 17. Juli 1887 in Graceville, Minnesota; † 11. Oktober 1952 in Pacific Palisades, Kalifornien; eigentlich Hugh Ryan Conway) war ein US-amerikanischer Regisseur, Schauspieler und Produzent.

## Karriere
Jack Conway begann zunächst als Schauspieler am Theater, ehe er 1907 erste Rollen beim Film übernahm. 1913 wechselte er dann zur Regie. Rasch erwarb er sich den Ruf eines ausgezeichneten Technikers, der unabhängig vom Genre, solide Arbeiten lieferte. Ab 1925 war er ununterbrochen bei MGM unter Vertrag, wo er u. a. 1928 den ersten Tonfilm für das Studio drehte: Alias Jimmy Valentine. Gelegentlich war er auch für Prestigeproduktionen zuständig, wie Schrei der Gehetzten aus dem Jahr 1934, bei der er Howard Hawks als Regisseur ersetzte, oder die opulente Adaption von Charles Dickens A Tale of Two Cities von 1936, wo er in einer einzigen Szene 15.000 Statisten einsetzte.
Daneben drehte er auch erfolgreiche Komödien wie Lustige Sünder mit Jean Harlow und Spencer Tracy. Conway war ein enger Vertrauter von Louis B. Mayer, der ihn 1939 persönlich damit betraute, Hedy Lamarr in Lady of the Tropics in Szene zu setzen. 1948 beendete Conway seine Karriere mit der Greer-Garson-Komödie Die unvollkommene Dame.
Conway besitzt einen Stern auf dem Hollywood Walk of Fame.

## Filmografie
- 1912: His Only Son
- 1923: Frauen in Flammen (Lucretia Lombard)
- 1927: The Understanding Heart
- 1927: Twelve Miles Out
- 1928: Bringing Up Father
- 1928: Wenn die Großstadt schläft (While the City Sleeps)
- 1928: Alias Jimmy Valentine
- 1929: Moderne Mädchen (Our Modern Maidens)
- 1929: Untamed
- 1931: New Moon
- 1931: Herz am Scheideweg (The Easiest Way)
- 1931: Just a Gigolo
- 1932: Arsene Lupin, der König der Diebe (Arsène Lupin)
- 1932: But the Flesh Is Weak
- 1932: Feuerkopf (Red-Headed Woman)
- 1933: Die Hölle aus Stahl (Hell Below)
- 1933: The Nuisance
- 1933: The Solitaire Man
- 1934: Schrei der Gehetzten (Viva Villa!)
- 1934: Tarzans Vergeltung (Tarzan and His Mate)
- 1934: Millionäre bevorzugt (The Girl from Missouri)
- 1934: The Gay Bride
- 1935: Das Rätsel von Zimmer 309 (One New York Night)
- 1935: Flucht aus Paris (A Tale of Two Cities)
- 1936: Lustige Sünder (Libeled Lady)
- 1937: Saratoga
- 1938: Der Lausbub aus Amerika (A Yank at Oxford)
- 1938: Zu heiß zum Anfassen (Too Hot to Handle)
- 1939: Rivalen (Let Freedom Ring)
- 1939: Lady of the Tropics
- 1940: Der Draufgänger (Boom Town)
- 1941: Love Crazy
- 1941: Ein toller Bursche (Honky Tonk)
- 1942: Crossroads
- 1943: Assignment in Brittany
- 1944: Drachensaat (Dragon Seed)
- 1947: High Barbaree
- 1947: Der Windhund und die Lady (The Hucksters)
- 1947: Desire Me – Regie
- 1948: Die unvollkommene Dame (Julia Misbehaves)